# Euvondrea
Euvondrea is een geslacht van slangsterren uit de familie Ophiuridae.

## Soorten
- Euvondrea floretta Fell, 1961